# 위어스
위어스는 대한민국의 음악 그룹이다. 2023년 싱글 앨범 [퍼플 스카이]로 데뷔했다.

## 음반
- 퍼플 스카이 (Purple Sky) (2023)